# Louis Mustillo
Louis Mustillo (ur. 28 maja 1958 w Buffalo w stanie Nowy Jork) – amerykański aktor. Wystąpił w roli Vincenta „Vince’a” Moranto w serialu telewizji CBS Mike i Molly (Mike & Molly).

## Filmografia

### Seriale telewizyjne
- 1987–1997: Świat według Bundych (Married... with Children) jako pan Nielson (gościnnie)
- 1989-1998: Zagubiony w czasie (Quantum Leap) jako Mario (gościnnie)
- 1990–1998: Family Matters jako Russell (gościnnie)
- 1990–1998: Kroniki Seinfelda (Steinfeld) jako Phil (gościnnie)
- 1990–2000: Beverly Hills, 90210 (gościnnie)
- 1990-1997: Skrzydła (Skrzydła) (gościnnie)
- 1993–1996: The John Larroquette Show (gościnnie)
- 1993-1997: Nowe przygody Supermana (Lois & Clark: The New Adventures of Superman) jako Detektyw Tuzzolino (gościnnie)
- 1993-2005: Nowojorscy gliniarze (NYPD Blue) jako Tommy O’Brien (gościnnie)
- 1994-2009: Ostry dyżur (ER) jako Steve O’Brien (gościnnie)
- 1994–2000: Ich pięcioro (Party of Five) jako pan Parker  (gościnnie)
- 1996–2000: Zdarzyło się jutro (Early Edition) jako Joey Clams (gościnnie)
- 1999–2002: Powrót do Providence (Providence) (gościnnie)
- 2005-: Prawo i porządek: sekcja specjalna (Law & Order: Special Victims Unit)  (gościnnie)
- 1999-: Rodzina Soprano (The Sopranos) jako Salvatore 'Sal' Vitro (gościnnie)
- 2000-: CSI: Kryminalne zagadki Las Vegas (CSI: Crime Scene Investigation)  (gościnnie)
- 2002–2009: Bez śladu (Without a Trace) jako Pete Heil (gościnnie)
- 2002-2012: CSI: Kryminalne zagadki Miami (CSI: Miami) jako Eugene Thomas Walter (gościnnie)
- 2003–2005: Dowody zbrodni (Cold Case) jako Walt Strickland (gościnnie)
- 2008−2012: Bez powrotu (In Plain Sight) jako Leonard Difazzio (gościnnie)
- 2010−2016: Mike i Molly (Mike & Molly) jako  Vincent „Vince” Moranto